# Elaeagnus commutata
Elaeagnus commutata là một loài thực vật có hoa trong họ Elaeagnaceae. Loài này được Bernh. ex Rydb. mô tả khoa học đầu tiên năm 1917.

## Hình ảnh

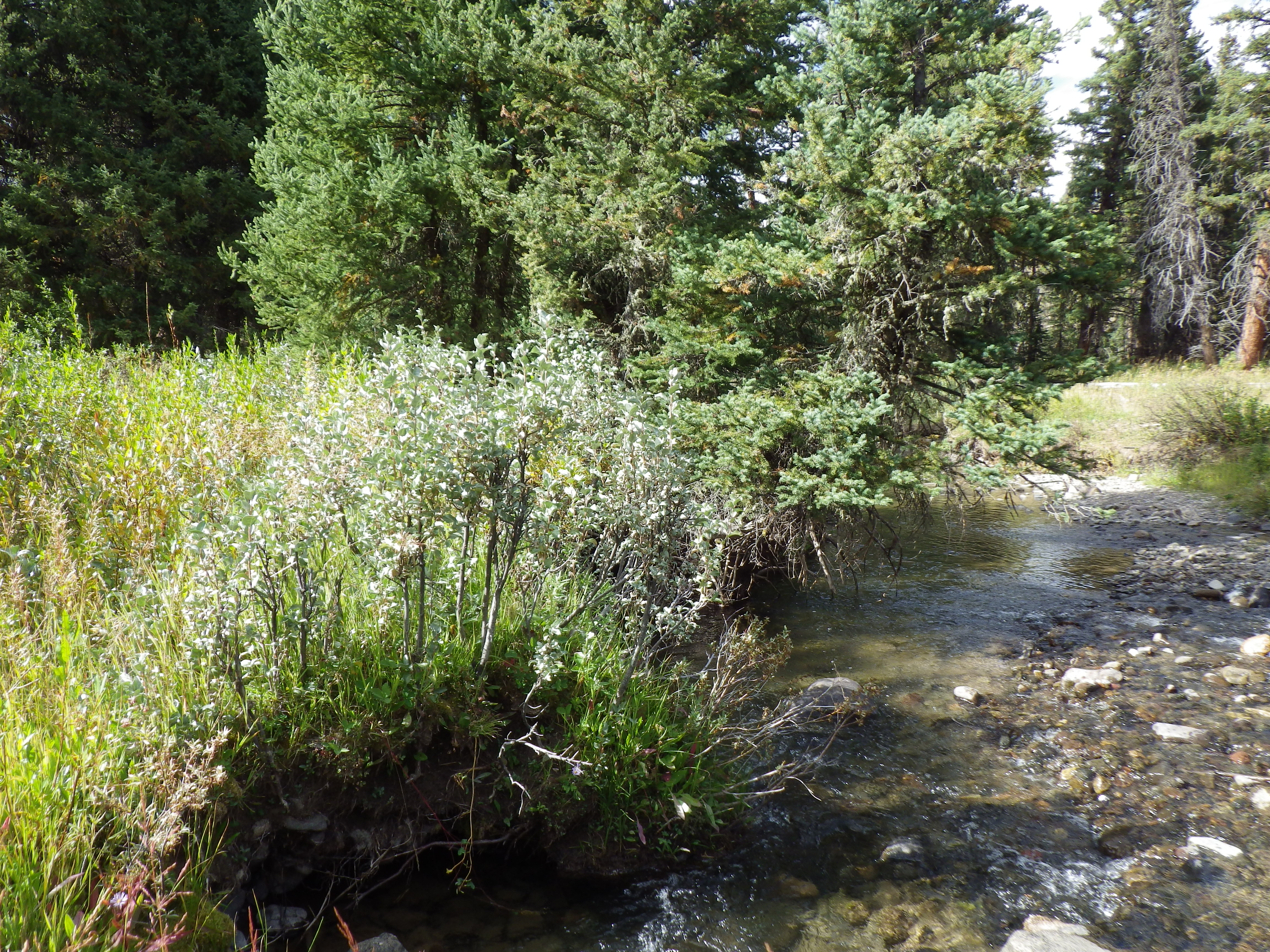
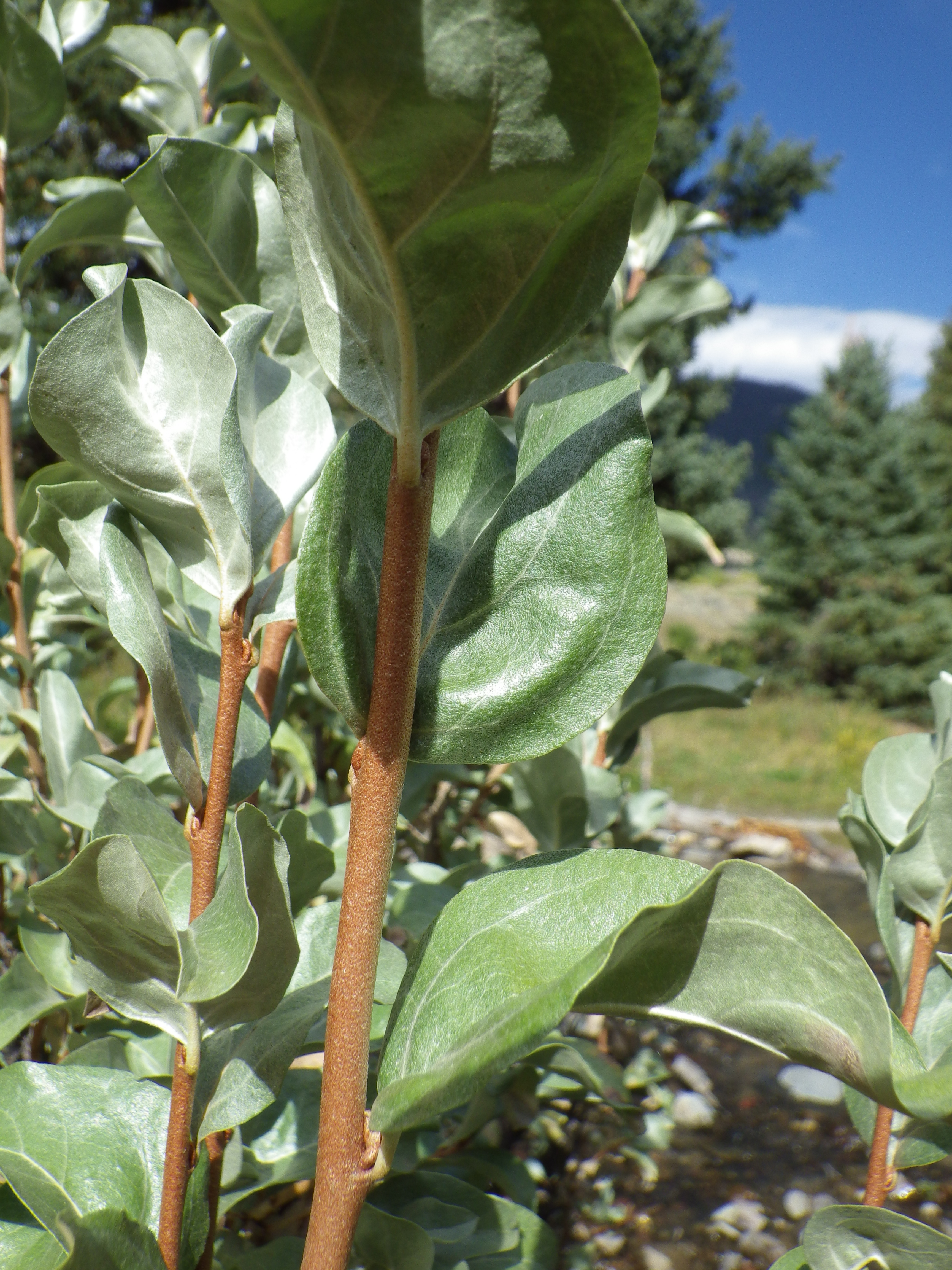
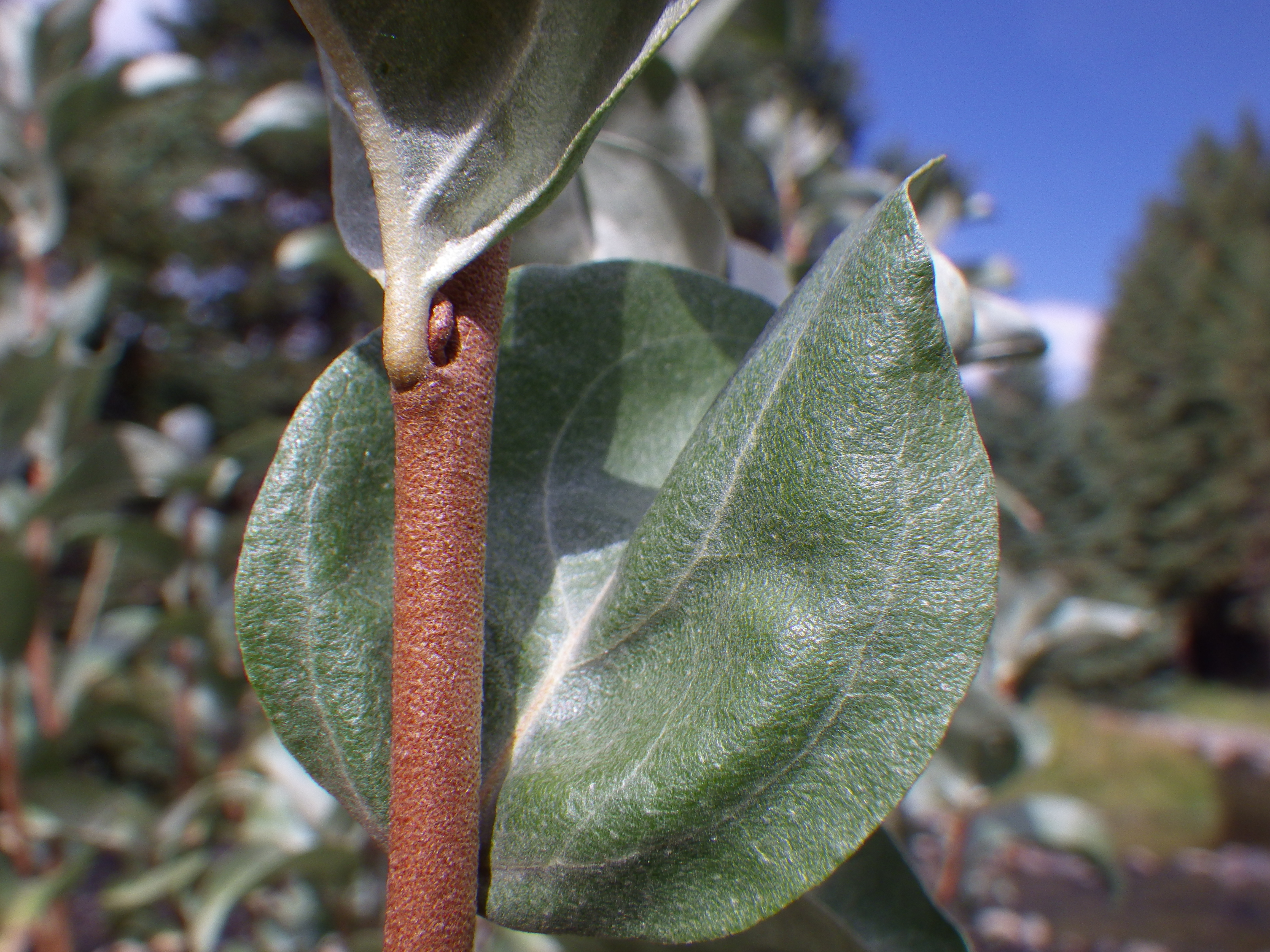
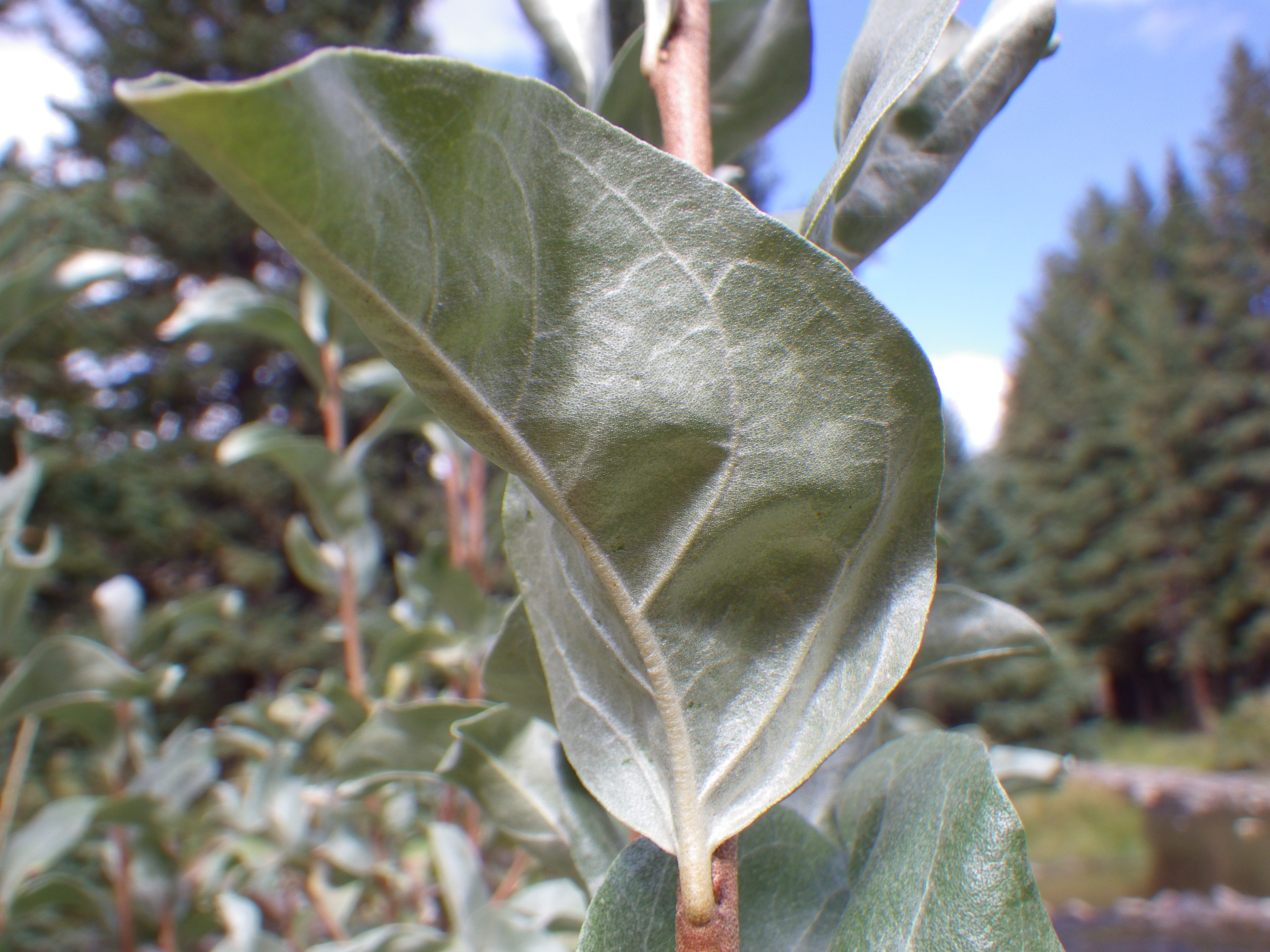